# Vivere aiuta a non morire
Vivere aiuta a non morire è il quinto album in studio del rapper e cantautore italiano Dargen D'Amico, pubblicato il 30 aprile 2013 dalla Universal Music Group.

## Descrizione
L'album ha visto la partecipazione di diversi artisti, tra i quali J-Ax, Max Pezzali, Fedez, Two Fingerz, Enrico Ruggeri e i Perturbazione.
In un'intervista rilasciata nel 2017, l'autore ha stilato una classifica dei suoi stessi dischi, collocandolo al nono nonché ultimo posto.

### I brani
Alcuni pezzi di questo disco riprendono altri brani, il più delle volte degli stessi artisti partecipanti al disco:
- La traccia con Max Pezzali, Due come noi, campiona il brano Andrà tutto bene degli 883, gruppo nel quale militava Pezzali.
- Il brano con Andrea Nardinocchi, Un posto per D'Amico, è un remake del pezzo Un posto per me dello stesso Nardinocchi, con delle strofe di Dargen D'Amico.
- Il brano Bocciofili, con Mistico e Fedez, è un rifacimento di un brano dello stesso Mistico, Esci le bocce. Il brano originale risulta praticamente identico nel ritornello (ad esclusione del verso finale), nel bridge e nel beat (più elettronico e curato però quello di Dargen D'Amico) rispetto a quello contenuto in questo album.[2]
- Il brano L'amore a modo mio, con J-Ax, riprende una canzone del 1977 del cantante e pianista El Pasador, intitolata Amada mia, amore mio.[3]

## Promozione
La pubblicazione è stata anticipata da quattro brani (di cui tre singoli) con relativi video: Continua a correre, Siamo tutti uguali, L'amore a modo mio e Un fan in Basilicata (Almeno), usciti a partire da febbraio 2013. L'ultimo brano è stato reso disponibile per il download gratuito attraverso la pagina Facebook dell'artista il 19 aprile. Il 16 maggio 2013 è stato pubblicato un videoclip per Il presidente, brano che critica gli Stati Uniti d'America e il presidente Barack Obama.
Il disco è stato reso disponibile in tre formati: versione standard contenente 17 brani, versione deluxe contenenti 19 brani (2 inediti rispetto alla standard) e versione digitale in esclusiva su iTunes contenente 20 brani (due inediti e un remix). La versione deluxe contiene anche la terza serie dei bodyglasses, gli occhiali da sole personalizzati dall'artista, ed è disponibile agli in store dell'artista nei vari negozi d'Italia e su Amazon.
Il progetto grafico del disco è curato da Corrado Grilli, meglio conosciuto come Mecna.

## Tracce
Testi di Jacopo Matteo Luca D'Amico, eccetto dove indicato.
1. V V – 3:57 (musica: Jacopo Matteo Luca D'Amico)
2. Siamo tutti uguali (con Andrea Volontè) – 3:54 (testo: Jacopo Matteo Luca D'Amico, Andrea Volontè – musica: Jacopo Matteo Luca D'Amico, Andrea Fratangelo, Andrea Volontè, Marco Zangirolami)
3. Due come noi (con Max Pezzali) – 3:35 (testo: Jacopo Matteo Luca D'Amico, Massimo Pezzali – musica: Massimo Pezzali, Marco Zangirolami)
4. Un fan in Basilicata (Almeno) – 3:46 (musica: Jacopo Matteo Luca D'Amico, Valentino Martina, Giuseppe Delli Santi)
5. L'amore a modo mio (con J-Ax) – 3:46 (testo: Jacopo Matteo Luca D'Amico, Alessandro Aleotti, Bruno Pallesi – musica: Riccardo Garifo, Sabino Alberto Di Molfetta, Paolo Zavallone, Celso Valli)
6. Bocciofili (con Fedez e Mistico) – 4:02 (testo: Jacopo Matteo Luca D'Amico, Federico Leonardo Lucia – musica: Luigi Barone, Jacopo Cislaghi)
7. Lorenzo De' Medici – 3:32 (musica: Jacopo Matteo Luca D'Amico)
8. Il ginocchio (con J-Ax) – 3:10 (testo: Jacopo Matteo Luca D'Amico, Alessandro Aleotti – musica: Riccardo Garifo)
9. Il cubo (Fondamentalmente) (con Two Fingerz) – 3:02 (testo: Jacopo Matteo Luca D'Amico, Daniele Lazzarin – musica: Jacopo Matteo Luca D'Amico, Riccardo Garifo, Luigi Barone)
10. A meno di te (con Michelle Lily) – 3:04 (musica: Jacopo Matteo Luca D'Amico, Marco Zangirolami, Massimiliano Dagani, Alessio Stoppioni)
11. Sincero/Sincera (Seconda stesura) – 2:31 (musica: Luca D'Angelo, Matteo Soru)
12. Il corriere in controsenso (con Andrea Volontè) – 3:14 (musica: Stefano Breda, Mirko Bertuccioli, Enrico Liverani)
13. L'Italia è una – 3:00 (musica: Jacopo Matteo Luca D'Amico, Marco Zangirolami)
14. Con te (con i Perturbazione) – 3:37 (testo: Jacopo Matteo Luca D'Amico, Tommaso Cerasuolo – musica: Cristiano Lo Mele, Rossano Lo Mele, Tommaso Cerasuolo)
15. Il presidente – 5:04 (musica: Marco Zangirolami)
16. Continua a correre (con Andrea Nardinocchi) – 3:13 (musica: Jacopo Matteo Luca D'Amico, Manfredi Tumminello, Marco Zangirolami)
17. È già (con Enrico Ruggeri) – 2:49 (testo: Jacopo Matteo Luca D'Amico, Enrico Ruggeri – musica: Enrico Ruggeri, Marco Zangirolami)

Tracce bonus nell'edizione di iTunes
1. Continua a correre (feat. Andrea Nardinocchi) (Zen Marque Remix) – 3:04
2. Il promemoria (20/12/2012) – 4:09
3. Hit da 5 minuti (feat. Two Fingerz) – 3:48

Tracce bonus nell'edizione limitata
1. Un posto per D'Amico (feat. Andrea Nardinocchi)
2. Fior Fiorello

## Formazione
Musicisti
- Dargen D'Amico – voce
- Andrea Volontè – voce aggiuntiva (tracce 2 e 12)
- Max Pezzali – voce aggiuntiva (traccia 3)
- J-Ax – voce aggiuntiva (traccia 5)
- Fedez – voce aggiuntiva (traccia 6)
- Mistico – voce aggiuntiva (traccia 6)
- Two Fingerz – gruppo ospite (traccia 9)
- Michelle Lily – voce aggiuntiva (traccia 10)
- Perturbazione – gruppo ospite (traccia 14)
- Andrea Nardinocchi – voce aggiuntiva (traccia 16)
- Enrico Ruggeri – voce aggiuntiva (traccia 17)
- Manfredi Tumminello – chitarre (traccia 16)

Produzione
- Giada Mesi – produzione esecutiva
- Francesco Gaudesi per Spaceship – management
- Studio Cirasa – fotografie
- Corrado "Mecna" Grilli – progetto grafico
- Jacopo Pesce & Sara Andreani – project manager Universal Music
- Riccardo L. – styling Dargen D'Amico
- Amando Damiani – produzione (tracce 1 e 7), programmazione ritmica (traccia 14)
- Amando Damiani, Marco Zangirolami e Bot – produzione (traccia 2)
- Amando Damiani e Marco Zangirolami – produzione (tracce 3, 13 e 15)
- Retrohandz – produzione (traccia 4)
- Guido Styles – cori (traccia 4)
- Roofio – produzione (tracce 5 e 8)
- Luigi Barone aka Gigi Barocco @ Studio 104, Milano – produzione e missaggio (tracce 6 e 9)
- Luca Tns @ Eden Garden Studio, Milano – registrazione (tracce 6 e 13)
- Roofio e Gigi Barocco – produzione (traccia 9)
- Big Fish e Sonic Syndrome – produzione (traccia 10)
- Fireflowerz – produzione (traccia 11)
- Mastermaind – produzione (traccia 12)
- Perturbazione – produzione (traccia 14)
- Amando Damiani, Marco Zangirolami e Andrea Nardinocchi – produzione (traccia 16)
- Marco Zangirolami @ Noize Studio, San Giuliano Milanese – registrazione (tracce 5 e 10), produzione (traccia 17), missaggio (eccetto tracce 6 e 9)
- Cass Irvine – mastering (eccetto tracce 3 e 4)
- Antonio Baglio – mastering (traccia 3)
- Sam John – mastering (traccia 4)

## Classifiche
| Classifica (2018) | Posizione massima |
| ----------------- | ----------------- |
| Italia            | 3                 |